# National Motor Museum

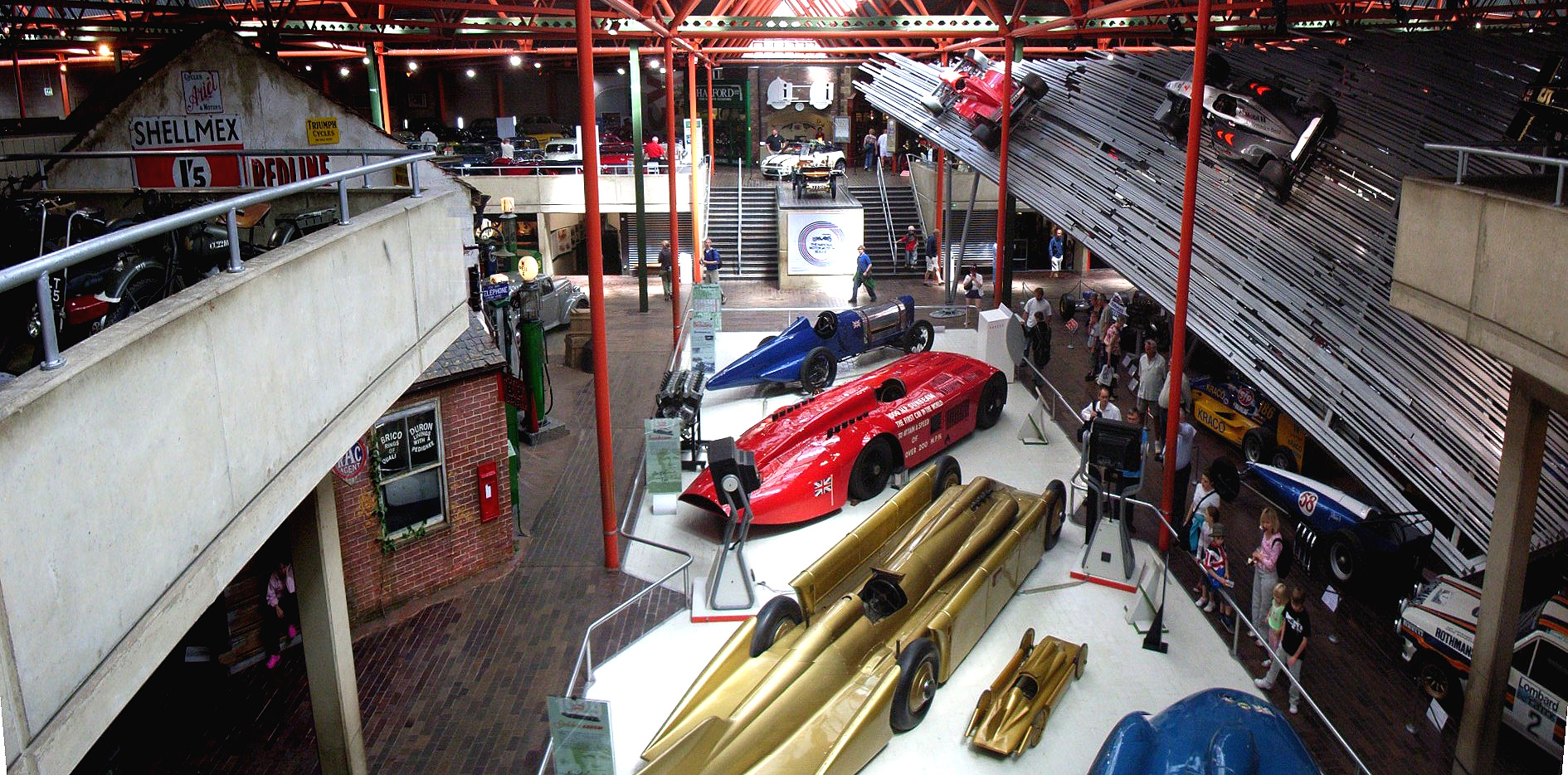
National Motor Museum, Beaulieu

Das National Motor Museum (ursprünglich Montagu Motor Museum) ist ein Fahrzeugmuseum in Beaulieu (England), südwestlich von Southampton.

## Geschichte und Beschreibung
Das Museum wurde 1952 von Edward Douglas-Scott-Montagu, 3. Baron Montagu of Beaulieu, zur Erinnerung an seinen Vater John Douglas-Scott-Montagu gegründet, der einer der großen Pioniere des Motorsports in England war. Dieser war das erste Mitglied des britischen Parlaments, das mit einem Auto zum Parlament fuhr. Er unterrichtete auch den späteren König Edward zum Ende des 19. Jahrhunderts im Autofahren.
Zuerst besaß das Museum lediglich fünf Automobile und eine kleine Sammlung Automobilia, die im „Palace House“, dem alten Wohnsitz der Familie, gezeigt wurden. Bald sprengte das Wachstum der Sammlung und der Zuspruch dieses Haus, und es wurde in Scheunen auf dem Grundstück verlegt.
1972 entstand ein neues, zweckentsprechendes Museumsgebäude in der Parklandschaft, die das „Palace House“ umgibt. Der Name wurde in die heutige Bezeichnung geändert, auch, um den Status einer Privatsammlung zugunsten einer fördernswerten Stiftung zu ändern.
Heute werden rund 250 der historisch interessantesten Fahrzeuge ausgestellt, einschließlich vier Geschwindigkeits-Weltrekordhaltern. Zusätzlich ist das Museum Heimat einer der bedeutendsten Sammlungen von Autobüchern, Zeitschriften, Fotografien, Filmen und anderer Automobilia in der Welt.
Zu den Weltrekordfahrzeugen gehört Malcom Campbells Sunbeam von 1925 mit 257 kW (350 PS), Henry Segraves Sunbeam mit 736 kW (1000 PS), der Golden Arrow von 1929 und Donald Campbells Blue Bird CN 7. Auch der Reliant-Lieferwagen aus der Fernsehserie „Only Fools and Horses“ wird ausgestellt, und es gibt eine separate Ausstellung von James-Bond-Fahrzeugen.
Zusätzliche Attraktionen sind eine Monorail-Bahn, eine in Betrieb befindliche Buslinie mit Fahrzeugveteranen, ein Simulator eines Rallye-Autos, eine Halle mit PlayStation, eine Go-Kart-Bahn, ein Spielplatz, ein Restaurant und ein beträchtlicher Teil des „Palace House“ und des Grundstücks, einschließlich des teilweise zerfallenen Klosters. Zu den Klostergebäuden gehört der Schlafsaal und das Refektorium, das nun als Kirche dient.
Das Museum ist auch Veranstalter einer der weltweit größten Veranstaltungen für Liebhaber alter Fahrzeuge, des in der Autoveteranenszene weltbekannten „Beaulieu Autojumble“, eines über ein Wochenende im September gehenden Veteranenmarktes, der jährlich über 30.000 Besucher anzieht.
Das Museum ist jeden Tag geöffnet, außer zu Weihnachten. 2024 betrug die Besucherzahl etwa 307.000 Personen.